# 小笠原尚清
小笠原 尚清（おがさわら ひさきよ）は、戦国時代の室町幕府家臣。武家故実家。

## 生涯
室町幕府幕臣で奉公衆の小笠原政清の子。諱の尚の字は足利義尚の一字を拝領したものである。
延徳元年12月14日（1490年1月4日）、16歳で細川政元主催の犬追物に検見として参加。父の政清（法名：宗信）が16歳で検見を勤めた旧例に倣ったという。
文亀2年（1502年）3月22日死去、享年38。「時元記」の死去当日の記録によれば、死去4、5日前に「武家御庭」（将軍御所）で一寸程の枯れ木を踏み抜き発熱し、20日に症状が重くなり22日に死去、破傷風であったという。また、十日程後の「大乗院寺社雑事記」の記録によれば、「細川屋形の内」（細川政元邸）において鷹飼の御用のため上意により鳥の子を取るために木に登ったところ、木から落ちて死去したともされる。
京都小笠原氏は幕府の的始めや犬追物を差配する立場にあり、同家の伝える武家故実は当時の武家社会で規範とされていた。父の政清も将軍の「弓馬師範」であり、尚清はその嫡子であったことから、大宮時元は「彼の一流の口伝断絶か。もってのほかの儀也。（中略）希代の事也。」と嘆いている。
尚清没後、同年に生まれた子の稙盛が後を継いだ。幼少の頃から政清・尚清父子に故実の指導を受けていた細川高国は、足利義稙の命により政清の日記と小笠原家の家伝を一時的に預かり、尚清遺児の稙盛を弟子とした。

## 著書
- 「随兵之次第事」（明應9年（1500年）11月15日）CiNii図書
- 「流鏑馬記」（文亀2年（1502年）1月23日）大倉精神文化研究所